# Насінні
Насінні (Spermatophyta) — група судинних рослин некласифікованого рангу. Насінні охоплюють рослини, які виробляють насіння. Вони — підгрупа Embryophyta, або сухопутних рослин. Сучасні насінні включають класи хвойні, гінкгоподібні, саговникоподібні, гнетоподібні і покритонасінні.
Насінні традиційно поділялися на покритонасінні (квіткові) і голонасінні, які включають решту класів групи. Як зараз вважається, покритонасінні еволюціонувати від голонасінних предків, що робить Голонасінні парафілетичною групою, якщо включити вимерлі таксони. Сучасні системи класифікацій намагається визначати таксони на підставі кладистики, тобто створювати тільки монофілетичні групи, тобто ті, які простежується до загального предка і включають всіх його нащадків. Хоча це й не монофілетична одиниця, термін «голонасінні» все ще вживають, щоб відрізняти чотири класи не квіткових насінних від квіткових рослин.